# Преон
Прео́ны — гипотетические элементарные частицы, из которых могут состоять кварки и лептоны. Несмотря на то, что на сегодняшний момент нет пока никаких экспериментальных указаний на неточечность кварков и лептонов, ряд соображений (наличие трёх поколений фермионов, наличие трёх цветов кварков, симметрия между кварками и лептонами) указывает на то, что они могут быть составными частицами.
Название «преон» было впервые использовано Джогесо Поти (англ. Jogesh Pati) и Абдусом Саламом (англ. Abdus Salam) в 1974 году. Пик интереса к преонным моделям приходился на 80-е годы XX века, после чего этот интерес заметно спал, так как многие из этих моделей противоречили экспериментальным данным, полученным на ускорителях. Кроме того, после первой суперструнной революции многие физики-теоретики склонялись к тому, что теория струн является более логичной и многообещающей. Соответственно, основные их усилия сосредоточились в этом направлении. В последние годы оптимизм в отношении теории струн начал несколько иссякать, что и возродило интерес к преонным моделям, хотя разработки преонных моделей пока в основном ограничиваются феноменологическими построениями без рассмотрения динамики преонов. В некоторых работах исследуются также возможные наблюдаемые последствия существования преонного уровня строения материи.

## Стандартная модель: необходимость упрощения
К моменту появления (в 1970-х годах) стандартной модели элементарных частиц, ключевые элементы которой были заложены Мюрреем Гелл-Манном и Джорджем Цвейгом ещё в 1964 году, экспериментально были обнаружены сотни различных по своим свойствам частиц. Классификация этих частиц была основана на довольно громоздкой и искусственной иерархической схеме, весьма напоминающей разветвлённую биологическую классификацию различных групп животных. Неудивительно, что многочисленное семейство элементарных частиц иногда называлось «зоопарком частиц».
Общепринятая в физике элементарных частиц Стандартная модель позволила существенно упростить эту картину за счёт представления адронов в виде композитных систем и разбиения их на два основных класса: мезоны, состоящие из двух кварков, и барионы, представляющие собой различные комбинации трёх кварков. Согласно этой модели, подавляющее большинство обнаруживаемых на ускорителях частиц являются не более чем различными комбинациями кварков.
В Стандартной модели постулируются несколько типов простейших частиц. Например, имеется шесть типов (ароматов) кварков, каждый из которых может иметь одно из трёх значений особого рода заряда, обозначаемых «цветами» (обычно красным, зелёным и синим). Введение цветовых зарядов положило начало такому разделу Стандартной модели как квантовая хромодинамика (КХД). Кроме того, в Стандартной модели существуют шесть фундаментальных частиц другого типа, называемых лептонами. Три из них (электрон, мюон и тау-частица) являются носителями единичного электрического заряда, другие три (электронное, мюонное и тау-нейтрино) — электрически нейтральны. В Стандартной модели имеются также фотоны, бозоны слабого взаимодействия (W+, W−, Z) и глюоны, а также бозон Хиггса и пока не обнаруженный гравитон. Почти все эти частицы могут находиться в право- или левополяризованном состоянии.
Стандартная модель пока оставляет нерешёнными несколько проблем. В частности, так и не удалось построить удовлетворительной квантовой модели гравитации, хотя в принципе Стандартная модель предполагает наличие гравитона как носителя гравитационного взаимодействия. Кроме того, остаётся неясным происхождение наблюдаемого спектра масс частиц: хотя сам факт происхождения масс удовлетворительно объясняется механизмом Хиггса, однако значения масс из него не выводятся, замечены лишь некоторые экспериментальные закономерности в распределении этих масс.
Существуют также проблемы с объяснением структуры Вселенной в глобальном масштабе. В частности, при симметричных начальных условиях Стандартная модель предсказывает наличие как обычной, так и антиматерии в почти равной пропорции, что находится в явном противоречии с наблюдениями. Предлагалось несколько механизмов для решения проблемы, но на сегодняшний день ни одно из этих предложений популярностью не пользуется.

## Теоретические предпосылки для разработки преонных моделей
Работы по преонным и другим моделям, выходящим за рамки стандартной модели, мотивировались желанием уменьшить число свободных параметров стандартной модели за счёт перехода на более глубокий структурный уровень, то есть за счёт реализации примерно той же схемы, что была использована в самой стандартной модели для классификации «зоопарка» частиц и уменьшения числа основных частиц. Можно выделить следующие проблемы, которые было необходимо решить:
- Требовалось уменьшить число фундаментальных частиц, многие из которых в стандартной модели отличаются лишь зарядом, как, например, электрон и позитрон. В рамках преонной модели можно, например, предположить, что данные почти одинаковые частицы могут быть скомпонованы из одних и тех же преонов, а разница в знаках заряда могла бы объясняться за счёт соответствующих структурных различий.
- Частицы, входящие во второе и третье семейства фундаментальных фермионов, считаются такими же фундаментальными, как и частицы первого семейства. Тем не менее первые обладают бо́льшими массами по сравнению со вторыми и являются нестабильными, распадаясь на частицы из первого семейства. Исторический опыт подсказывает, что, например, в ядерной физике нестабильность ядер некоторых химических элементов обусловлена их структурными отличиями от более стабильных изотопов. Проводя аналогию с изотопами, можно предположить, что по крайней мере нестабильные фундаментальные фермионы обладают внутренней структурой, отличающей их от стабильных фермионов[5].
- Существуют непреодолимые различия между теорией элементарных частиц и теорией тяготения. Преонные модели могли бы служить переходным элементом между этими двумя теориями. В качестве одного из примеров можно привести попытку унификации преонной модели Бильсона-Томпсона (англ. Sundance O. Bilson-Thompson) с теорией петлевой квантовой гравитации.
- Будущая теория фундаментальных частиц должна иметь меньшее, чем стандартная модель, число экспериментальных входных параметров и должна объяснить происхождение большинства из входных параметров стандартной модели (например, масс, электрических и цветовых зарядов частиц).
- Диапазон масс фундаментальных частиц, входящих в стандартную модель, необъяснимо широк. Например, электронное нейтрино имеет практически нулевую массу, а масса t-кварка составляет около 190 масс протона, что сопоставимо с массой ядра золота, состоящего из 79 протонов и 118 нейтронов. Стандартная модель представляет t-кварк в виде некоего сгустка массы, не имеющего внутренней структуры, причем количественно эта масса не объясняется. В преонных же моделях численное значение массы t-кварка можно объяснить по аналогии с массой ядра золота.
- До сих пор не существует теоретической базы для расчёта периодов полураспада нестабильных фундаментальных частиц.
- Необходимо объяснить наблюдаемое число семейств фундаментальных фермионов.
- Желательно иметь альтернативное объяснение процессу нарушения симметрии электрослабого взаимодействия без привлечения механизма Хиггса, который, в свою очередь, нуждается в существовании суперсимметрии для разрешения некоторых теоретических трудностей, связанных с полем Хиггса.
- Желательно иметь модель, объясняющую всю феноменологию фундаментальных частиц не выходя за пределы трёх пространственных измерений и не используя новых гипотетических объектов, существование которых экспериментально не подтверждается, — таких, как поля Хиггса, струны или суперсимметричные партнёры фундаментальных частиц.
- Новая теория должна естественным образом включать в себя осцилляции нейтрино и их ненулевые массы.
- Ожидается, что предсказания новой теории смогут помочь в поисках частиц — кандидатов на роль скрытой массы. Эти предсказания также могут оказаться востребованными в том случае, если эксперименты на LHC и других ускорителях не приведут к обнаружению бозона Хиггса (открыт в 2012 году) и суперпартнеров фундаментальных частиц. При этом предполагается, что новая теория должна воспроизвести только наблюдаемый спектр фундаментальных частиц, не генерируя не наблюдаемых в природе частиц (это является проблематичным для моделей, использующих, например, суперсимметрию).
- Многие предыдущие теории единого фундаментального взаимодействия экспериментально подтвердить не удалось. Так, невозможность экспериментального наблюдения процесса распада протона говорит о том, что, например, теория струн и используемый ею принцип суперсимметрии, скорее всего, ошибочны. Поэтому для дальнейшего прогресса теории элементарных частиц необходимы альтернативные идеи, одной из которых может быть идея композитности фундаментальных частиц.

Если бы теория струн успешно разрешила вышеперечисленные проблемы, то разработка преонных моделей была бы излишней. В этом случае различные фундаментальные частицы стандартной модели могли бы быть представлены в виде осциллирующих струн с различными частотами и модами. Динамику частиц тогда можно было бы описывать с помощью диаграмм, аналогичных фейнмановским, но использующих двумерные мировые поверхности вместо мировых линий, а три семейства фундаментальных фермионов объяснялись бы за счёт накрытия струнами специфических конфигураций многообразия модулей высших размерностей. Однако, ввиду отсутствия видимого прогресса теории струн, все большее число физиков начинает сомневаться в её плодотворности. В результате возрастает актуальность разработки альтернативных теорий, в том числе и композитных моделей,
основанных на преонах.

## Исторический экскурс: предкварки
Название преон происходит от предкварков (pre-quarks) — гипотетических сущностей, относящихся к структурному уровню материи, непосредственно предшествующему кваркам. В качестве альтернативных названий для предполагаемых простейших частиц (или вообще частиц, соответствующих нижележащим по отношению к кваркам структурным уровням), использовались субкварки, маоны, альфоны, кинки, ришоны, твидли, гелоны, гаплоны и Y-частицы. Преон является наиболее часто употребляемым названием. Первоначально этот термин использовался для обозначения частиц, формирующих структуры двух семейств фундаментальных фермионов (лептонов и кварков со спином 1/2). Сейчас преонные модели используются также и для воспроизведения бозонов с целочисленным спином.
Одной из первых попыток представить фундаментальные частицы в виде композитных систем была вышеупомянутая работа Дж. Поти и А. Салама, опубликованная в 1974 году в Physical Review. Другие попытки включали в себя работу 1977 года Тэрадзавы, Тикасигэ и Акамы (Terazawa, Chikashige, Akama), а также похожие, но независимые статьи 1979 года Неемана (Ne’eman), Харари (Harari), Шупэ (Shupe), 1981 года Фрицша и Мандельбаума (Frizsch, Mandelbaum), 1992 года Д’Суца и Калмана (D’Souza, Kalman) и статья Ларсона (Larson), опубликованная в 1997 году. Широкого признания научной общественности эти работы так и не получили.
Во всех преонных моделях предлагается использовать меньшее, чем в стандартной модели, число фундаментальных частиц. Кроме того, каждая преонная модель устанавливает набор определённых правил, в соответствии с которыми эти частицы взаимодействуют между собой. На основе этих правил показывается, как предлагаемые фундаментальные частицы могли бы сформировать структуру стандартной модели. Во многих случаях оказывалось, что предсказания преонных моделей расходились со стандартной моделью, в них появлялись экспериментально ненаблюдаемые частицы и явления, что и приводило к отказу от этих моделей. Типичной в этом отношении является модель ришонов, предложенная Харари.
Во многих преонных моделях предполагается, что очевидный дисбаланс между материей и антиматерией, наблюдаемый в природе, на самом деле является иллюзорным, так как антиматерия входит в состав сложных структур частиц и на преонном уровне дисбаланс исчезает.
Бозон Хиггса во многих преонных моделях либо не принимается во внимание, либо отвергается сама возможность его существования. При этом предполагается, что симметрия электрослабого взаимодействия нарушается за счёт преонов, а не скалярным полем Хиггса. Например, в преонной модели Фредриксона симметрия электрослабого взаимодействия нарушается при перегруппировке преонов из одной структуры в другую. Соответственно, модель Фредриксона не предусматривает возможности существования бозона Хиггса. С другой стороны, в этой модели имеется определённая стабильная конфигурация преонов, которую Фредриксон называет X-кварком и которая может считаться хорошим кандидатом на роль частицы, образующей скрытую массу во вселенной. Однако в этой статье Фредриксон признаёт, что в его модели парадокс масс представляет достаточно серьёзную проблему, особенно, когда речь идёт о массах нейтрино.
Как уже упоминалось, подавляющее большинство работ, нацеленных на объяснение происхождения структуры стандартной модели, относится к теории струн. В течение определённого времени считалось, что теория струн полностью вытеснила преонное направление и что с помощью одномерных суперсимметричных струн можно воспроизвести все частицы минимальной суперсимметричной стандартной модели (MSSM), включая такие их свойства, как цвет, заряд, четность, киральность и массы. Но до настоящего времени этого сделать так и не удалось, несмотря на большие коллективные усилия физиков-теоретиков. Архивный поиск в системах Spires и Arxiv показывает, что по теории струн с 1982 года опубликовано более 30,000 работ, и это число возрастает примерно на несколько сотен статей ежемесячно. В то же время, по преонам с 2003 по 2006 год в системе Arxiv можно найти всего лишь несколько десятков работ. Можно отметить появившиеся за последние пять лет работы Бильсона-Томпсона (Bilson-Thompson, S. O.) и Фредриксона (Fredriksson, S.).

## Теория петлевой квантовой гравитации и модель Бильсона-Томпсона
В своей статье 2005 года, С. Бильсон-Томпсон (Sundance Bilson-Thompson) предложил модель (по-видимому основанную на более общей теории брэдов (математических кос) М. Хованова (M. Khovanov)), в которой ришоны Харари (Harari) были преобразованы в протяжённые лентообразные объекты, называемые риббонами. Потенциально это могло бы объяснить причины самоорганизации субкомпонентов элементарных частиц, приводящие к возникновению цветового заряда, в то время как в предыдущей преонной (ришонной) модели базовыми элементами являлись точечные частицы, а цветовой заряд постулировался. Бильсон-Томпсон называет свои протяжённые риббоны «гелонами», а модель — гелонной. Данная модель приводит к интерпретации электрического заряда как топологической сущности, возникающей при перекручивании риббонов.
Во второй статье, опубликованной Бильсоном-Томпсоном в 2006 г. совместно с Ф.Маркополу (Fotini Markopolou) и Л. Смолиным (Lee Smolin) предположили, что для любой теории квантовой гравитации, относящейся к классу петлевых, в которых пространство-время квантовано, возбуждённые состояния самого пространства-времени могут играть роль преонов, приводящих к возникновению стандартной модели как эмергентному свойству теории квантовой гравитации.
Таким образом, Бильсон-Томпсон с соавторами предположили, что теория петлевой квантовой гравитации может воспроизвести стандартную модель, автоматически объединяя все четыре фундаментальных взаимодействия. При этом с помощью преонов, представленных в виде брэдов (переплетений волокнистого пространства-времени) удалось построить успешную модель первого семейства фундаментальных фермионов (кварков и лептонов) с более-менее правильным воспроизведением их зарядов и чётностей.
В исходной статье Бильсона-Томпсона предполагалось, что фундаментальные фермионы второго и третьего семейств могут быть представлены в виде более сложных брэдов, а фермионы первого семейства представляются простейшими из возможных брэдов, хотя конкретных представлений сложных бредов не давалось. Считается, что электрический и цветовой заряды, а также чётность частиц, принадлежащих к семействам более высокого ранга, должны получаться точно таким же образом, как и для частиц первого семейства.
Использование методов квантовых вычислений позволило показать, что такого рода частицы устойчивы и не распадаются под действием квантовых флуктуаций.
Ленточные структуры в модели Бильсона-Томпсона представлены в виде сущностей, состоящих из той же материи, что и само пространство-время. Хотя в статьях Бильсона-Томпсона и показано, как из этих структур можно получить фермионы и бозоны, вопрос о том, как с помощью брэдинга можно было бы получить бозон Хиггса, в них не обсуждается.
Л. Фрейдель (L. Freidel), Дж. Ковальский-Гликман (J. Kowalski-Glikman) и А. Стародубцев (A. Starodubtsev) в своей статье 2006 года высказали предположение, что элементарные частицы можно представить с помощью линий Вильсона гравитационного поля, подразумевая, что свойства частиц (их массы, энергии и спины) могут соответствовать свойствам петель Вильсона — базовым объектам теории петлевой квантовой гравитации. Эту работу можно рассматривать в качестве дополнительной теоретической поддержки преонной модели Бильсона-Томпсона.
Используя формализм модели спиновой пены, имеющей непосредственное отношение к теории петлевой квантовой гравитации, и базируясь лишь на исходных принципах последней, можно также воспроизвести и некоторые другие частицы стандартной модели, такие как фотоны, глюоны и гравитоны — независимо от схемы брэдов Бильсона-Томпсона для фермионов. Однако, по состоянию на 2006 год, с помощью этого формализма пока не удалось построить модели гелонов. В модели гелонов отсутствуют брэды, которые можно было бы использовать для построения бозона Хиггса, но в принципе данная модель не отрицает возможности существования этого бозона в виде некоей композитной системы. Бильсон-Томпсон отмечает, что, поскольку частицы с бо́льшими массами в основном имеют более сложную внутреннюю структуру (учитывая также перекручивание брэдов), то эта структура возможно имеет отношение к механизму формирования массы. Например, в модели Бильсона-Томпсона структура фотона, имеющего нулевую массу, соответствует неперекрученным брэдам. Правда, пока остаётся неясным, соответствует ли модель фотона, полученная в рамках формализма спиновой пены, фотону Бильсона-Томпсона, который в его модели состоит из трёх незакрученных риббонов (возможно, что в рамках формализма спиновой пены можно построить несколько вариантов модели фотона).
Первоначально понятие «преон» использовалось для обозначения точечных субчастиц, входящих в структуру фермионов с половинным спином (лептонов и кварков). Как уже упоминалось, использование точечных частиц приводит к парадоксу массы. В модели Бильсона-Томпсона риббоны не являются «классическими» точечными структурами. Бильсон-Томпсон использует термин «преон» для сохранения преемственности в терминологии, но обозначает с помощью этого термина более широкий класс объектов, являющихся компонентами структуры кварков, лептонов и калибровочных бозонов.
Важным для понимания подхода Бильсона-Томпсона является то, что в его преонной модели элементарные частицы, такие как электрон, описываются в терминах волновых функций. Сумма квантовых состояний спиновой пены, имеющих когерентные фазы, также описывается в терминах волновой функции. Поэтому возможно, что с помощью формализма спиновой пены можно получить волновые функции, соответствующие элементарным частицам (фотонам и электронам). В настоящее время объединение теории элементарных частиц с теорией петлевой квантовой гравитации является весьма активной областью исследований.
В октябре 2006 г. Бильсон-Томпсон модифицировал свою статью, отмечая, что, хотя его модель и была инспирированна преонными моделями, но она не является преонной в строгом смысле этого слова, поэтому топологические диаграммы из его преонной модели скорее всего можно использовать и в других фундаментальные теориях, таких как, например, М-теория. Теоретические ограничения, накладываемые на преонные модели, неприменимы к его модели, поскольку в ней свойства элементарных частиц возникают не из свойств субчастиц, а из связей этих субчастиц друг с другом (брэдов). В модифицированной версии его статьи Бильсон-Томпсон признаёт, что нерешёнными проблемами в его модели остаются спектр масс частиц, спины, смешивание Кабиббо, а также необходимость привязки его модели к более фундаментальным теориям. Одной из возможностей является, например, «встраивание» преонов в М-теорию или в теорию петлевой квантовой гравитации.
В более позднем варианте статьи описывается динамика брэдов с помощью переходов Пачнера (Pachner moves).

## Теоретические возражения против преонных моделей

### Парадокс масс
В соответствии с принципом неопределённости Гейзенберга, {\displaystyle \Delta x\Delta p\geqslant {\frac {\hbar }{2}}} , поэтому любые сущности, ограниченные в области пространства с характерными размерами меньшими, чем Δx, должны обладать характерными импульсами, бо́льшими, чем {\displaystyle \Delta p}. В преонных моделях предлагается использовать объекты, меньшие по размерам, чем частицы, сформированные из этих объектов. Следовательно, в соответствии с принципом неопределённости, моменты p этих объектов должны превышать моменты композитных частиц.
Одна из преонных моделей появилась в 1994 году в виде побочного результата внутреннего отчёта о работе коллайдерного детектора лаборатории Ферми (Collider Detector at Fermilab, CDF), находившегося на Тэватроне. Она была предложена после того, как в серии измерений 1992—1993 годах был обнаружен необъяснимый избыток джетов с энергиями, превосходящими 200 ГэВ.
Эксперименты на ускорителях показывают, что кварки и лептоны являются «точечными» вплоть до расстояний порядка 10−18 м (примерно 1/1000 от диаметра протона). Независимо от массы преона, заключённого в таком небольшом объёме, его импульс, в соответствии с принципом неопределённости, должен составлять не менее 200 ГэВ, что в 50 000 раз больше, чем масса покоя u-кварка и в 400 000 раз больше массы электрона.
Таким образом, парадокс заключается в том, что композитные кварки и электроны, имеющие относительно небольшие массы, должны состоять из более мелких частиц, имеющих в то же время на много порядков бо́льшие энергии-массы из-за их огромных импульсов.

### Подход Бильсона-Томпсона
В преонной модели Бильсона-Томпсона парадокс масс обходится путём отрицания того, что преоны являются точечными объектами, заключёнными в пределах объёма 10−18 м. Вместо этого утверждается, что преоны являются протяжёнными (двумерными) лентами, не обязательно заключёнными в малом объёме. Скорее всего их было бы лучше представлять в виде неких отклонений от геометрии или топологических складок пространства-времени, которые существуют объединёнными по трое и взаимодействуют так, как если бы они были точечными структурами, если они переплетаются в виде связанных состояний троек. Причем все остальные их свойства, соответствующие свойствам элементарных частиц (такие, как массы и заряды) тоже являются эмергентными. Поэтому импульсы таких брэдов сопоставимы с импульсами состоящих из них частиц.

### Подход теории струн
В теории струн вводятся одномерные объекты с длиной порядка планковской и предполагается, что частицы стандартной модели состоят из этих объектов. Таким образом, похоже, что теория струн также сталкивается с парадоксом масс. Один из теоретиков, занимающихся теорией струн, Любош Мотл (Lubos Motl) предложил следующее объяснение того, как данный парадокс разрешается в теории струн (данное объяснение помещается здесь с его согласия). Координата X0 струны в системе координат центра масс и её импульс {\displaystyle P_{0}} соответствуют точечной частице. Они, как и положено, не коммутируют и подчиняются принципу неопределённости (определённому значению {\displaystyle X_{0}} соответствует неопределённость в {\displaystyle P_{0}} и наоборот, при этом их произведение равно {\displaystyle {\frac {\hbar }{2}}}).
Кроме нулевых мод (степеней свободы в системе центра масс), каждая струна обладает бесконечным числом степеней свободы, аналогично атому с большим числом электронов. Но вдоль струны может размещаться бесконечное число элементов. Движение частей струны относительно друг друга приводит к обычным суммам кинетической и потенциальной энергий. Так как струны являются релятивистскими объектами, то их энергии будут соответствовать массам в соответствии с формулой Эйнштейна {\displaystyle E=mc^{2}}.
В результате, для струны, находящейся на самом низком энергетическом уровне, имеет место баланс между внутренними степенями свободы (кинетической и потенциальной энергиями) — примерно так же, как и при минимизации энергии в гармоническом осцилляторе при условии соблюдения принципа неопределённости между внутренними степенями свободы X и P. Минимум соответствует характерному размеру струны, определяемому её упругостью, который, как полагают, близок или несколько больше планковской длины ({\displaystyle 10^{-35}} м).
В действительности численные коэффициенты в выражении для энергии струны логарифмически расходятся, но это не влияет на результаты экспериментов, оперирующих с конечными энергиями. Таким образом, в теории струн проблема решается таким же образом, как и для обычных частиц, ввиду того, что существенными являются лишь нулевые моды. Внутренние степени свободы важны только при оценке точности измерений, когда исследуется внутренняя структура частиц. Поэтому их измеряемые «радиусы» всегда будут оказываться порядка длины струны.

### Хиральность и условия воспроизведения аномалий 'т Хоофта
Любая преонная модель должна объяснить хиральность частиц, а также удовлетворять условиям воспроизведения аномалий 'т Хоофта . В идеале структура любой новой теории должна быть гораздо более экономной, чем структура стандартной модели.

## Возможности экспериментальной проверки
Во многих преонных моделях предполагается использование новых (ненаблюдаемых) сил и взаимодействий, что иногда делает эти модели более сложными, чем стандартная модель, или приводит к предсказаниям, противоречащим наблюдениям.
Например, если с помощью LHC удастся обнаружить бозон Хиггса (открыт в 2012 году), то это должно отмести многие преонные модели, в которых либо не удаётся найти комбинацию преонов, соответствующую бозону Хиггса, либо предсказывающих, что данный бозон не существует.

## Преонные модели и теория струн
В теории струн постулируется, что все фундаментальные частицы стандартной модели и их суперпартнеры представляют собой колебания (возбуждения) ультрамикроскопических струн с протяжённостью порядка планковской длины, обладающих упругостью и осциллирующих в пространстве Калаби-Яу с 6 или 7 компактифицированными пространственными измерениями. На настоящий момент, если судить по результатам, теория струн является не более успешной, чем преонные модели. В дискуссии между Джоном Баэсом (John Baez) и Л. Мотлом было высказано предположение, что, если какая-либо из преонных моделей окажется успешной, то можно будет сформулировать такую струнную теорию, которая бы ассимилировала эту преонную модель. Таким образом, две теории в принципе не противоречат друг другу.
Существуют работы, в которых преонные модели строятся на основе суперструн или суперсимметрии.

## Преоны в популярной культуре
При переиздании в 1948 году своего романа «Жаворонок-три» (Skylark of Space, Skylark-Three), написанного в 1930 году, Эдвард Элмер Смит (E. E. Smith) постулировал частицы, которые он назвал «субэлектронами первого и второго рода». Последние обладают свойствами, приводящими к возникновению гравитации. Изменения в научно-фантастических романах при их переизданиях зачастую следовали развитию научной мысли и данное издание возможно является одним из первых, где упоминается возможность того, что электрон является составной частицей.